# Hartlesbrunnen

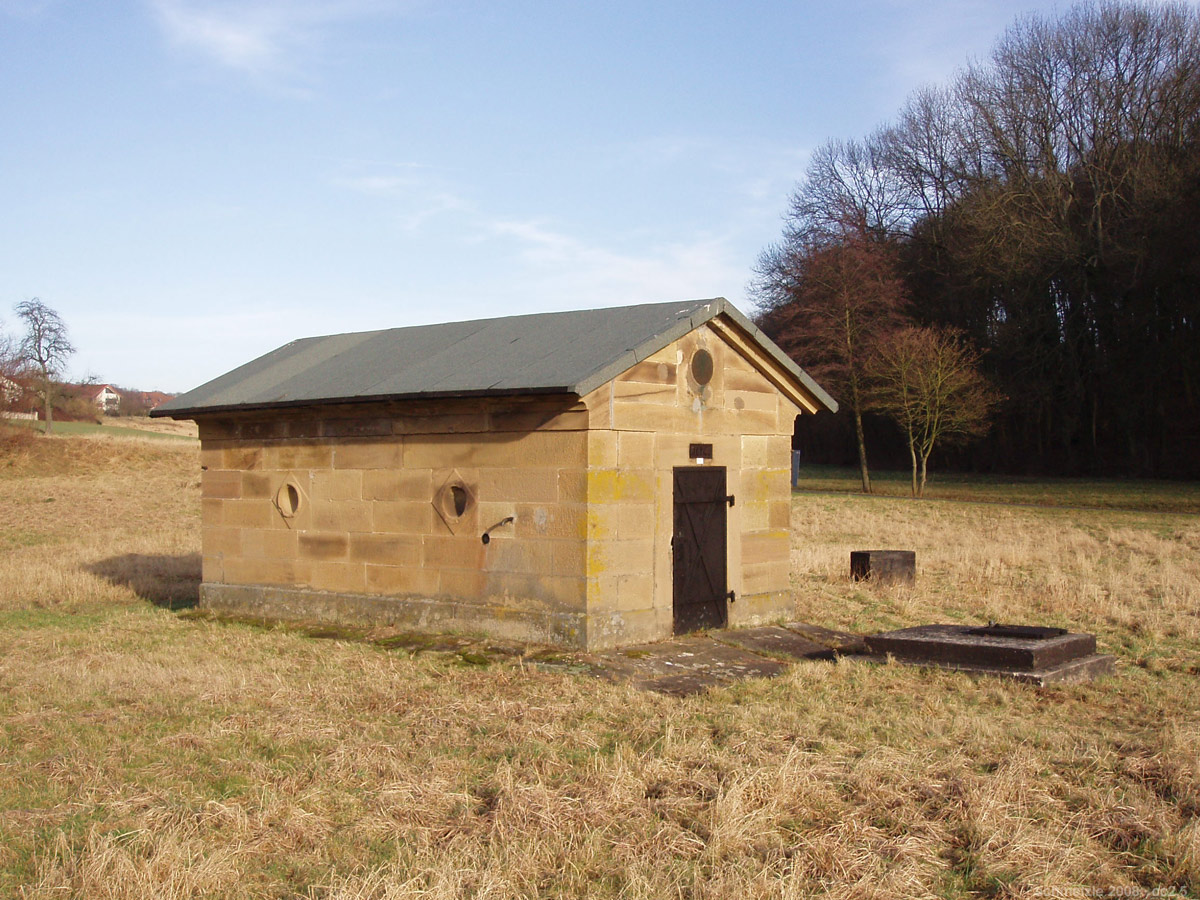
Hartlesbrunnen

Der Hartlesbrunnen ist ein denkmalgeschütztes Kulturdenkmal im Heilbronner Stadtteil Biberach.

## Beschreibung
Der Brunnen wurde im Jahre 1874 im Stil des Spätklassizismus errichtet und besteht aus unverputztem Werkstein. Das Gebäude hat eine symmetrische Gliederung und ein profiliertes Traufgesims. Die Tür besteht aus Stahl und wurde in ornamentaler Manier genietet. 
Der Brunnen gehört zu den ursprünglichen Brunnen des von Karl Ehmann geplanten Heilbronner Wasserwerks. In dem Brunnen wurde das Wasser des Kühnbachtales gesammelt.